# Steindachnerina biornata
Steindachnerina biornata är en fiskart som först beskrevs av Pedro Ivo Soares Braga och Azpelicueta, 1987.  Steindachnerina biornata ingår i släktet Steindachnerina och familjen Curimatidae. Inga underarter finns listade i Catalogue of Life.